# Sigi Bergmann

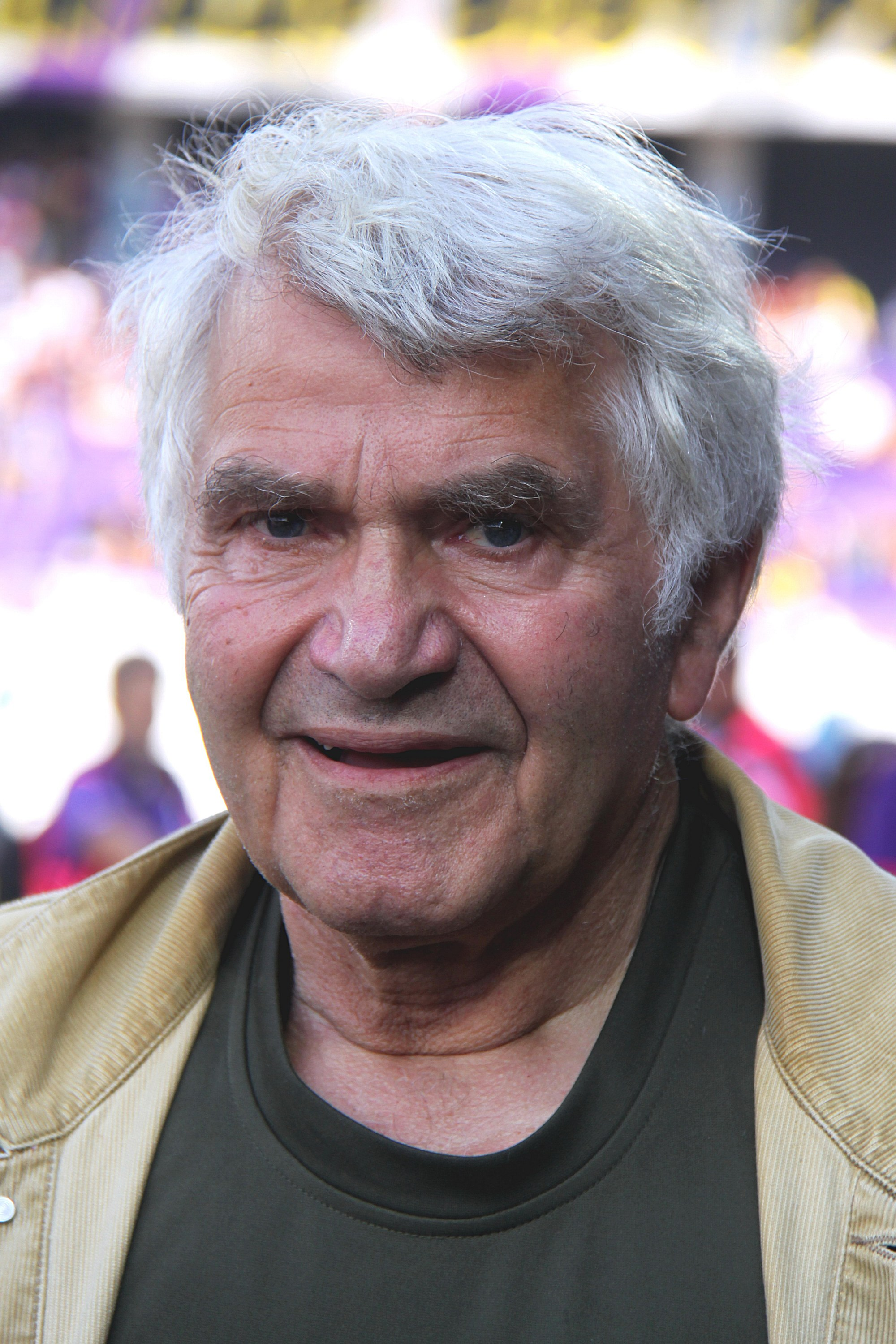
Sigi Bergmann (2013)

Sigmund „Sigi“ Bergmann (* 3. Jänner 1938 in Vorau, Steiermark; † 8. März 2022 in Moosburg, Kärnten) war ein österreichischer Sportjournalist, Boxexperte sowie langjähriger ORF-Moderator.

## Ausbildung
Nach dem Tod seiner Mutter und dem Ende des Zweiten Weltkrieges wuchs er bei seinem Onkel, dem Wiener Weihbischof Joseph Streidt, im erzbischöflichen Palais auf. In dieser Zeit war er einige Jahre Solist im Domchor von St. Stephan. Er war promovierter Historiker und Germanist und schloss auch ein klassisches Gesangsstudium ab. Neben Gesang und Oper interessierte sich Bergmann schon während seines Studiums für Sport, spielte Fußball und begann zu boxen.

## Karriere
Seine journalistische Karriere begann er in den frühen 1960er-Jahren beim Volksblatt, 1968 wechselte als Redakteur zum Österreichischen Rundfunk (ORF). Von 1969 bis 1974 präsentierte er dort die wöchentliche Sendung Sportmosaik. Im Jahr 1975 wurde er mit der Moderation der legendären ORF-Sendung Sport am Montag beauftragt, die er 17 Jahre lang – bis 1992 – gestaltete, moderierte und prägte. Um zu zeigen, dass sich Kunst und Sport nicht gegenseitig ausschließen, holte Bergmann Persönlichkeiten wie Peter Ustinov, Helmuth Lohner, Otto Schenk und auch Plácido Domingo und José Carreras in seine Sendung. Sigi Bergmann war als Sportjournalist und Reporter bei insgesamt 20 Olympischen Spielen. Neben Fußball, Rodeln und Skifahren moderierte er im ORF an die 4000 Boxkämpfe, mehr als jeder andere Kommentator im deutschsprachigen Raum, wobei er alle großen Kämpfe von Muhammad Ali kommentierte, dessen Fan er auch war. Rund 40 Jahre war Bergmann in der ORF-Sportredaktion tätig, er gilt als Kommentator, Sportjournalist und Boxexperte mit Kultstatus. Seit 1967 verband Bergmann eine Freundschaft mit dem zweifachen Box-Europameister Hans Orsolics, dem er nach großen Schwierigkeiten als Förderer und Mentor zurück in ein normales Leben verhalf. Auch sein erstes Buch Orsolics Hansi K.o. – Triumphe und Leiden eines Boxers handelt von der Geschichte und Biografie des Boxers. Die im Bergmann-Requiem von Johannes Holik (Uraufführung November 2021 in Wien, evang. Kirche Dorotheergasse) vertonten Texte stammen aus Bergmanns Autobiographie Aus dem Notizbuch eines Sportreporters.

## Privates
Bergmann war seit 1978 mit seiner Frau Ingeborg verheiratet und hatte zwei Töchter. Nach seiner Pensionierung war er unter anderem Mitglied im Kuratorium der Opernfestspiele von Sankt Margarethen. Er starb im März 2022 im Alter von 84 Jahren. Er wurde am Friedhof Klagenfurt-St. Martin bestattet.

## Auszeichnungen
- 2008: Goldenes Ehrenzeichen für Verdienste um die Republik Österreich[5]
- 2018: Goldenes Ehrenzeichen des Landes Steiermark[1]

## Schriften
- Die Religionspolitik und die kirchlichen Reformversuche Ferdinands I. Dissertation an der Universität Wien, Wien 1964.
- Orsolics Hansi K.o. – Triumphe und Leiden eines Boxers. Seifert, Wien 2007, ISBN 978-3-902406-25-5.
- Toni Sailer Sonntagskind. Seifert, Wien 2009, ISBN 978-3-902406-57-6.